# Guðmundur Þórarinsson
Guðmundur Þórarinsson (Gudmundur Thórarinsson) est un footballeur international islandais né le 15 avril 1992. Il joue milieu de terrain à Noah.

## En club
Guðmundur naît à Selfoss, dans le sud ouest de l'Islande, en 1992. Il commence sa carrière professionnelle dans le club local, l'UMF Selfoss, alors en seconde division.
Le milieu de terrain joue deux matchs en 2008, puis dix-huit en 2009, saison à l'issue de laquelle Selfoss obtient son ticket pour la première division. Un an plus tard, il rejoint les îles Vestmann via un transfert à l'ÍBV.
Après deux saisons pleines en Úrvalsdeild, il prend la direction de la Norvège et plus précisément du club de Sarpsborg, tout juste promu en Tippeligaen.
Guðmundur dispute tous les matchs de championnat et marque trois buts; le club n'évitant la relégation qu'après un barrage remporté face au troisième de D2. Il repart sur les mêmes bases pour la saison 2014, puisqu'il a inscrit 3 buts, notamment face à Sandnes Ulf, dont les cages sont gardés par son compatriote Hannes Þór Halldórsson . 
En janvier 2015, ayant fait part de ses envies de changement d'air, Guðmundur obtient un bon de sortie. Il passe plusieurs essais dans des clubs anglais (Wolverhampton, Millwall), mais s'engage finalement avec le club danois du FC Nordsjælland.

## En sélection
Après plusieurs sélections avec les U17 et U19 de l'Islande, Guðmundur Þórarinsson est promu chez les espoirs et dispute la campagne de qualification pour l'Euro espoirs 2015.
Au terme d'un parcours solide, l'Islande se classe seconde de son groupe derrière la France, et accède aux barrages. Ils y affrontent le Danemark, qui finit par se qualifier pour la phase finale après deux nuls 0-0 au Danemark puis 1-1 en Islande.
En janvier 2014, Guðmundur fête sa première cape avec l'Islande, lors d'un match face à la Suède. Un an plus tard, il dispute un second match sous le maillot bleu de sa sélection, face au Canada. 

## Palmarès
- UMF Selfoss
  - Champion de deuxième division islandaise en 2009.
- Rosenborg BK
  - Champion de Norvège en 2016.
  - Vainqueur de la Coupe de Norvège en 2016.
- New York City FC
  - Vainqueur de la Coupe de la Major League Soccer en 2021.
  - Vainqueur de la Conférence Est de la MLS en 2021.